# Scaphyglottis tenuis
Scaphyglottis tenuis är en orkidéart som beskrevs av Louis Otho Otto Williams. Scaphyglottis tenuis ingår i släktet Scaphyglottis och familjen orkidéer. Inga underarter finns listade i Catalogue of Life.